# Eleccions regionals belgues de 1995
Les eleccions regionals belgues de 1995 se celebraren el 21 de maig de 1995 per a escollir els representants del Parlament de Flandes, del Parlament de Valònia, el parlament de Brussel·les i el parlament de la Comunitat Germanòfona de Bèlgica.

## Parlament flamenc
| Partit | Partit                   | Vots      | %      | +/− | Escons | +/− |
| ------ | ------------------------ | --------- | ------ | --- | ------ | --- |
|        | Christelijke Volkspartij | 1,010,505 | 26,78% | --  | 35     | --  |
|        | VLD                      | 761,262   | 20,18% | --  | 26     | --  |
|        | SP                       | 733,703   | 19,45% | --  | 25     | –   |
|        | Vlaams Blok              | 465,239   | 12,33% | --  | 15     | --  |
|        | Volksunie                | 338,173   | 8,96%  | --  | 9      | --  |
|        | Agalev                   | 267,155   | 7,08%  | --  | 7      | --  |
|        | UF                       | 44,053    | 1,17%  | --  | 1      | --  |
|        | Altres                   | 153,109   | 4,06%  | --  | 0      | --  |

## Parlament való
| Partit | Partit    | Vots    | %      | +/− | Escons | +/− |
| ------ | --------- | ------- | ------ | --- | ------ | --- |
|        | PS        | 665,986 | 35,22% | --  | 30     | --  |
|        | PRL – FDF | 447,542 | 23,67% | --  | 19     | --  |
|        | PSC       | 407,741 | 21,56% | --  | 16     | --  |
|        | Ecolo     | 196,988 | 10,42% | --  | 8      | --  |
|        | FN        | 96,574  | 5,11%  | --  | 2      | --  |
|        | Altres    | 71,422  | 3,78%  | --  | 0      | --  |

## Parlament de Brussel·les
| Partit | Partit                   | Vots    | %      | +/−    | Escons | +/− |
| ------ | ------------------------ | ------- | ------ | ------ | ------ | --- |
|        | PRL – FDF                | 144,478 | 34,98% | −1,32% | 28     | +1  |
|        | PS                       | 88,370  | 21,4%  | −0,55% | 17     | −1  |
|        | CDH                      | 38,244  | 9,26%  | −2,59% | 7      | −2  |
|        | Ecolo                    | 37,308  | 9,03%  | −1,21% | 7      | −1  |
|        | FN                       | 30,803  | 7,46%  | +4,18% | 6      | +4  |
|        | Christelijke Volkspartij | 13,586  | 3,29%  | −0,94% | 3      | −1  |
|        | Vlaams Blok              | 12,507  | 3,03%  | +0,97% | 2      | +1  |
|        | VLD                      | 11,034  | 2,67%  | −0,10% | 2      | 0   |
|        | SP                       | 9,987   | 2,42%  | −0,25% | 2      | 0   |
|        | Volksunie                | 5,726   | 1,39%  | −0,68% | 1      | 0   |
|        | Agalev                   | 3,906   | 0,95%  | −0,15% | 0      | −1  |
|        | Altres                   | 17,028  | 4,12%  | --     | 0      | 0   |

## Parlament de la Comunitat Germanòfona de Bèlgica
| Partit | Partit | Vots   | %      | +/−    | Escons | +/− |
| ------ | ------ | ------ | ------ | ------ | ------ | --- |
|        | CSP    | 13.307 | 35,93% | +2,33% | 10     | +2  |
|        | PFF    | 7.367  | 19,89% | +0,11% | 5      | 0   |
|        | SP     | 5.958  | 16,09% | −0,25% | 4      | 0   |
|        | Ecolo  | 5.128  | 13,85% | −1,19% | 3      | −1  |
|        | PJU    | 5.051  | 13,64% | −1,61% | 3      | −1  |
|        | PAB-AE | 226    | 0,61%  | +0,61% | 0      | 0   |